# クレイ・アーロン・竜波
クレイ・アーロン・竜波（くれい・あーろん・たつなみ、英語: Allon Tatsunami CLAY, 2002年3月25日 - ）は、日本の陸上競技選手。陸上競技に於ける専門は中距離走。

## 人物
神奈川県藤沢市出身。父はアメリカ人、母は日本人であり、三兄妹の長男である。藤沢市立片瀬中学校から相洋高等学校卒業。
海岸の近くで生まれ育ったことで幼少時からサーフィンなどマリンスポーツに親しんだ。小学校校2年の時からライフセービング競技を始め、地元藤沢の西浜サーフライフセービングクラブに入ってライフセービング競技に取り組み、藤沢市立片瀬中学校時代に2016年度の第8回全日本ユースライフセービング選手権大会に出場し、ニッパーボードレースとビーチフラッグスの2種目で第1位に輝いている。
陸上競技は藤沢市立片瀬中学校に入学してから始め、当初は短距離、中長距離とバラバラだったが、顧問教師から「スピードと持久力があるから」と勧められ、中学2年の終わりに800mと1,500mを中心に走るようになる。中学1年・2年の時点ではライフセービング競技の方を優先していたために陸上競技での主な競技大会には出場しておらず、中学校3年で初めて全日本中学校陸上競技選手権大会（2016年）に出場し、男子800mで2位となっている。
中学校の顧問教師が相洋高等学校出身だった縁もあり、2017年に相洋高等学校へ入学。その年の全国高等学校総合体育大会陸上競技大会（兼 秩父宮賜杯第70回全国高等学校陸上競技対校選手権大会）男子800mで2位に入賞。さらに国民体育大会（愛媛県）では少年男子共通800mで1分51秒93のタイムで優勝した。これにより日本陸上競技連盟から2017-2018第4期ダイヤモンドアスリート認定選手に選出された。
2018年、高校2年では三重県営総合競技場での平成30年度全国高等学校総合体育大会陸上競技大会（兼 秩父宮賜杯第71回全国高等学校陸上競技対校選手権大会）男子800mで1学年上の松本純弥を0.8秒差でかわして優勝を果たすと、10月14日の平成30年度秋季新潟県記録会 兼 北陸実業団記録会（新潟スタジアム）では男子800mにて1分47秒51の日本高校新記録並びにU-18日本新記録をマークした。
2019年、3月に香港にて開催されたアジアユース選手権に日本代表として出場し、男子800mにて1分50秒57の大会新記録を樹立して金メダルを獲得した。更に5月11日、世界リレー（横浜国際総合競技場）に於いては男女混合2×2×400mリレーに大学女子の中距離のトップランナーである塩見綾乃（立命館大学）とのペアで出場し、銅メダルを獲得した。6月の日本選手権の800mでは1:46.59の記録で優勝し、川元奨の7連覇を阻止した。
2020年、アメリカ、テキサスA&M大学へ進学。
2024年、 アメリカ屈指の名門校ペンシルベニア州立大学へ編入。ペンシルベニア州立大学は世界トップの高等教育機関でありアメリカ屈指の名門私立大学グループ「アイビー・リーグ」に引けを取らず、名門州立大学グループ「パブリック・アイビー」の代表格の1つである。